# Rafael II
Rafael II (en grec Ραφαήλ Β') va ser patriarca de Constantinoble de l'any 1603 al 1607.
Era bisbe de Metimna quan el van elegir patriarca de Constantinoble. Durant el seu patriarcat, va regular molts assumptes eclesiàstics i va emetre una sèrie de disposicions sobre dret canònic. Els enfrontaments amb l'anterior patriarca Neòfit II van causar molts problemes a l'Església, fins al punt que Ciril Lucaris, en una carta al bisbe d'Heraclea Dionís, li deia que «... Rafael va governar el Patriarcat com un tirà durant més de quatre anys...».
Rafael mostrava interès en una possible unió amb l'Església Catòlica occidental i va iniciar una correspondència secreta amb el Papa. Va poder romandre a la seu patriarcal fins a l'octubre de 1607, quan el sultà Ahmet I el va deposa per la força i va patir una mort violenta a l'exili.